# Куркино (район Москвы)
Ку́ркино — район и одноимённое внутригородское муниципальное образование в Северо-Западном административном округе Москвы.
Административная единица создана в 1991 году (муниципальный округ), район — в 1995 году, муниципальное образование — в 2003 году. Район застроен департаментом инвестиционных программ строительства правительства Москвы в 1999—2006 годах. Расположен за МКАД на северо-западе Москвы, между городом Химки и московскими районами Северное Тушино и Молжаниновский. Является экспериментальным жилым районом, что выражается в низкой плотности застройки. Проект детальной планировки района «Куркино» был разработан Научно-исследовательским и проектно-изыскательским институтом экологии города (НИиПИ ЭГ). Общая площадь территории района составляет 790 га, застройка осуществлялась на 290 га. Состоит из 18 микрорайонов. Жилые дома разной этажности — от коттеджей и таунхаусов до 23-этажных многоквартирных, построены по индивидуальным проектам.

## История

### Происхождение названия
Своё название район получил по одноименному селу. В свою очередь село фигурирует в переписной книге 1686 года под другими названиями: «Константиновское, Курицыно тоже на речке Всходне». Судя по второму из них, село, по всей видимости, могло принадлежать Григорию Романовичу Курице Каменскому, боярину и наместнику великой княгини Марии Ярославны в Ростове в третьей четверти XV века. Он стал родоначальником фамилии Курицыных. Позднее название села, происходившее от их фамилии, постепенно трансформировалось и превратилось в Куркино.
По другой версии, название Курицыно (позднее — Куркино), село получило от своего владельца — думного дьяка Фёдора Васильевича Курицына, жившего во второй половине XV века. Это был видный политический деятель, широко образованный человек, выдающийся дипломат, оказавший большое влияние на внешнюю политику русского государства во времена правления царя Ивана Васильевича. В списке думных чинов, составленном в 1497 году, Ф. В. Курицын назван третьим среди дьяков, но с 1500 года сведения о нём исчезают. Возможно, он подвергся преследованиям и наказанию за создание московского кружка «еретиков». Сын дьяка Афанасий Фёдорович Курицын также был известным государственным деятелем и дипломатом, одним из сподвижников московского князя Василия III, но после смерти князя подвергся опале.

### Вхождение в черту города
Территория Куркино вошла в состав города Москвы в 1985 году. Согласно указу Президиума Верховного совета РСФСР от 19 марта 1984 года из ведения Химкинского района Московской области в административное подчинение столицы были переданы земли общей площадью 2,2 тыс. га. В 1991 году в ходе административно-территориальной реформы на территориях площадью 0,8 га, переданных ранее, где находились населённые пункты — село Куркино, посёлок Куркино-Радиополе, а также деревни Машкино и Юрово — создан муниципальный округ Куркино. В 1995 году округ получил статус района.

### XXI век
На правой стороне Новокуркинского шоссе, напротив Куркина с 2004 года строится район города Химки Новокуркино.
1 июля 2012 года в рамках проекта изменения границ Москвы небольшой участок района площадью 1,4 га был передан в состав городского округа Химки Московской области «в связи с фактически сложившимся землепользованием» (для размещения центра МЧС по Московской области).

## Население
| 2002    | 2010    | 2012    | 2013    | 2014    | 2015    | 2016    |
| ------- | ------- | ------- | ------- | ------- | ------- | ------- |
| 2339    | ↗21 155 | ↗22 247 | ↗26 824 | ↗28 967 | ↗30 108 | ↗31 846 |
| 2017    | 2018    | 2019    | 2020    | 2021    | 2023    | 2024    |
| ↗32 325 | ↗33 312 | ↗34 012 | ↗34 231 | ↘31 975 | ↗32 326 | ↗33 298 |

### Национальный состав
По итогам переписи населения 2020 года проживали следующие национальности (национальности менее 0,1 % и другое, см. в сноске к строке «Другие»):
| Национальность | Численность, чел. | Доля     |
| -------------- | ----------------- | -------- |
| Русские        | 26 403            | 82,57 %  |
| Армяне         | 455               | 1,42 %   |
| Татары         | 296               | 0,93 %   |
| Украинцы       | 251               | 0,78 %   |
| Чеченцы        | 98                | 0,31 %   |
| Грузины        | 91                | 0,28 %   |
| Белорусы       | 77                | 0,24 %   |
| Азербайджанцы  | 73                | 0,23 %   |
| Узбеки         | 71                | 0,22 %   |
| Евреи          | 60                | 0,19 %   |
| Казахи         | 42                | 0,13 %   |
| Таджики        | 41                | 0,13 %   |
| Башкиры        | 41                | 0,13 %   |
| Осетины        | 40                | 0,13 %   |
| Молдаване      | 38                | 0,12 %   |
| Немцы          | 35                | 0,11 %   |
| Даргинцы       | 33                | 0,10 %   |
| Другие         | 3830              | 11,98 %  |
| Итого          | 31 975            | 100,00 % |

## Улицы
- Воротынская улица
- Захарьинская улица
- Куркинское шоссе
- Ландышевая улица
- Машкинское шоссе
- Новогорская улица
- Новокуркинское шоссе
- Путилковское шоссе
- Родионовская улица
- Соколово-Мещерская улица
- улица Соловьиная Роща
- Юровская улица

## Радиоцентр
В годы Великой Отечественной войны около села Куркино возник радиопередающий и радиоприёмный комплекс, обеспечивавший более 1500 полётов советской авиации в тыл врага, на партизанские аэродромы. Сейчас это крупный радиоузел, обслуживающий аэропорт «Шереметьево». До 2019 года из радиоцентра в Куркино шла трансляция нескольких московских радиостанций, вещавших в диапазоне средних волн. Мощность передатчиков — до 20 кВт.

## Парки и скверы
В районе находится крупный ландшафтный заказник «Долина реки Сходни в Куркино» — особо охраняемая природная территория общей площадью в 245,5 га. Отмечено, что здесь обитает около 700 видов растений, 151 вид позвоночных животных, а также 24 вида рыб. Заказник облагорожен: есть экологические тропы, смотровые площадки, скамейки, детские игровые зоны.
Народный парк «Дубрава» — зона отдыха в центральной части района, между улицами Родионовская и Юровская. Обустроена в 2015 году. В парке есть пруд, спортивные и детские площадки, экотропа, фонтан сухого типа. Площадь — 6,5 га.
Парк «Пальмира» — парк на улице Соколово-Мещерская площадью 1,9 га. Был обустроен в 2019 году по программе развития городской среды «Мой район». Зона отдыха была разбита на пустыре, ее особенностью стали дождевой сад и фонтан в виде ручья.
Детский парк (парк «Четыре стихии») — зона отдыха в 3 микрорайоне, расположенная во дворе жилых домов. На площади в 4 га есть детские площадки, спортивные зоны, амфитеатр.
В 2020 году на пересечении улиц Соколово-Мещерская и Юровская была открыта фестивальная площадка в японском стиле с прилегающим парком. Оформление ярмарки выбрали жители на портале «Активный гражданин». Среди других дизайнов значились следующие тематики: «Крым», «Индия», «Франция», «Купеческий». На площадке размещены торговые шале в виде пагод, скейт-парк и роллердром, сцена. В парковой зоне обустроены прогулочные дорожки, уличные качели, амфитеатр.
О значении озелененных территорий для Куркина свидетельствует символика района — в центре его герба изображен ландыш как знак бережного отношения к природе.

## Транспорт
В районе обустроены автомобильные дороги и представлен наземный общественный транспорт.

### Автомобильные дороги
На автомобиле из центра Москвы до Куркина можно доехать за 30-40 минут.
По территории района проходят магистрали: Новокуркинское и Куркинское шоссе, Соколово-Мещерская, Воротынская, Родионовская улицы. Имеются два выезда на МКАД: первый — через Химки и улицу Свободы, второй (открыт в 2011 году) — по Новокуркинскому шоссе на 73-й километр Кольцевой автодороги в стороны Ленинградского и Пятницкого шоссе.
Непосредственно на территории района запланировано строительство автомобильных дорог, соединяющих между собой все микрорайоны и упрощающие выезд на ул. Свободы и Ленинградское шоссе.

### Наземный общественный транспорт

#### Городские автобусные маршруты
| 324:  | Планерная • Юрово                                                           |
| 357:  | Планерная • Стокманн                                                        |
| 358:  | Речной вокзал • Беломорская • Ховрино • Городок ЮРМА                        |
| 359:  | 4-й микрорайон Митина • Пятницкое шоссе • Митино • Планерная • Городок ЮРМА |
| 362:  | Планерная • Синемапарк                                                      |
| 1343: | Беломорская • Новогорск-Стадион                                             |
| 1434: | Планерная • ЖК «Эдем»                                                       |

«→» — остановки проходятся только при движении в прямом направлении; «←» — остановки проходятся только при движении в обратном направлении.

#### Областные автобусные маршруты
27: Новогорск-Стадион •  Химки

28: Больница № 119 •  Химки

42: Новогорск-Плотина •  Химки

50: Подрезково —  Молжаниново • Новогорск-Стадион

51: Киностар •  Химки

#### Маршрутные такси
873:  Сходня •  Новоподрезково •  Сходненская

980: ТЦ Мега •  Планерная

981: Больница № 119 •  Планерная

982: ТЦ Мега •  Планерная

1873: Микрорайон Велтон-парк •  Новоподрезково •  Сходненская

#### Троллейбусная линия
В соответствии с постановлением правительства Москвы от 5 октября 1999 года № 909 и планом застройки района в период до 2002 года в несколько этапов должна была быть введена в эксплуатацию троллейбусная линия, соединяющая Куркино со станцией метро «Планерная». Однако за годы существования троллейбусной сети Москвы (до 2020 г.) она так и не была построена.

#### Метро
В Куркино нет станций метро. Ближайшая станция метрополитена — «Планерная» — расположена в соседнем районе Северное Тушино. Планов по строительству в районе линии метро нет.

#### Пригородные электропоезда и МЦД-3
В граничащих с районом Молжаниновском районе Москвы и городе Химки расположены места остановки пригородных электропоездов. В 2023 году на основе существующей инфраструктуры пригородного сообщения организована линия МЦД-3.

### Критика
В 2006 году в статье издания «Новые известия» «Первый среди равных» отмечалось, что нерешенная транспортная проблема является одним из недостатков района Куркино: автомобилистов «поджидают малоприятные простаивания в пробках» в часы пик. В статье также были упомянуты планы строительства новой автомагистрали. В 2011 году в Куркине был открыт 2-й выезд на МКАД. По итогам 2021-2024 гг. Куркино и Алексеевский оказались лидерами по ценовой динамике стоимости одних и тех же квартир в Москве.

#### Отстойно-разворотная площадка
Отстойно-разворотную площадку и конечную автобусную станцию планировалось разместить в районе Куркино на пересечении улиц Соколово-Мещерская и Юровская. Площадка для стоянки 40 автобусов была предусмотрена в градостроительном плане еще в 1994 году. Однако планы строительства вызвали протест среди местных жителей.
В 2019 году стало известно, что по проекту участок размещения ОРП был перенесен к Машкинскому шоссе. На перекрестке Соколово-Мещерской и Юровской улиц по программе «Мой район» в 2020 году была построена фестивальная площадка с прилегающим парком.

## Образование
В Куркино работают 4 средних общеобразовательных школы (не считая частных):
- ГБОУ СОШ № 1298
- ГБОУ СОШ № 2005
- ГБОУ СОШ № 1985
- ГБОУ СОШ № 1387

## Религия
В районе имеются следующие православные храмы:
- Храм Владимирской иконы Божией Матери в Куркине
- Храм Александра Невского в Куркине

Храмы входят в состав Спасского благочиния Московской городской епархии Русской православной церкви.
Протесты против строительства храма
По адресу Воротынская улица, владение 14, корпус 1 в 2014 году было начато строительство православного храма, против которого выступили местные жители, сообщает «Дождь». Как рассказал муниципальный депутат Алексей Бескоровайный, работы начались, несмотря на отсутствие документов, а проход выступающим против жителям перегородили привезенные на автобусах люди. «Видимо, задача поставить временные сооружения, потому что религиозные самострои, в отличие от обычных, сносить нельзя — только через суд»,— предположил депутат.